# Чешка кухиња
Чешка кухиња је утицала и на њу утицале кухиње околних земаља и нација. Многи колачи и колачи који су популарни у средњој Европи потичу из Чешке. Савремена чешка кухиња је више заснована на месу него у претходним периодима; садашње обиље обрадивог меса обогатило је његово присуство у регионалној кухињи. Традиционално, месо је резервисано за конзумирање једном недељно, обично викендом.
Тело чешких оброка обично се састоји од два или више јела; прво јело је традиционално супа, друго јело је главно јело, а треће јело може укључивати допунске оброке, као што су десерт или компот. У чешкој кухињи популарне су густе супе и многе врсте сосева, како на бази динстаног или куваног поврћа и меса, често са кајмаком, тако и печено месо са природним сосовима, популарна јела која се обично прате уз пиво, посебно Пилснер, да Чеси троше највише на свету. Чешка кухиња је такође веома јака у слатким главним јелима и десертима, што је јединствена карактеристика европских кухиња.

## Историја
Кувар на чешком језику из 19. века Каролине Ваврове, приказује утицаје француске кухиње у редоследу оброка са више јела уобичајених у целој Хабзбуршкој монархији, почевши од супе, а затим од рибљих предјела, меса и слаткиша. Ваврова одступа од овог стандардног налога за слаткише сличне мелшпајзу. Ови слаткиши на бази брашна, укључујући печене пудинге, штрудле, крофне и суфле, могли су да се сервирају пре или после печења, али динстано воће, кремасти десерти, колачи, сладолед и колачићи увек се служе после печења и за вишеструки десертни курсеви би пратили овај наведени редослед.

## Прилози уз јело
Кнедле (печене на пари и исечене као хлеб) су један од главних ослонаца чешке кухиње и обично се послужују уз оброке. Могу бити на бази пшенице или кромпира, а понекад се праве од комбинације пшеничног брашна и коцкица од старог хлеба или пецива. Напухани пиринач се може наћи у смешама припремљеним у продавници. Мање чешке кнедле обично су на бази кромпира. Када се послужују као остаци, исечене кнедле понекад се прже у тигању са јајима. Чешке кнедле од кромпира често се пуне димљеним месом и служе са спанаћем или киселим купусом. Као прилог може се додати пржени лук и динстани купус.
У ресторанима се ретко служе хељда, бисерни јечам и просо. Ово су чешће домаћа, здравија алтернатива. Тестенина је уобичајена, печена, кувана, кувана са другим састојцима или сервирана као салата. Тестенина је доступна у различитим облицима и укусима. Ово је утицај италијанске и азијске кухиње. Резанци од пиринча и хељде нису уобичајени, али постају све популарнији. Доступне су и тестенине без глутена, направљене од кукурузног брашна, кукурузног скроба или кромпира.

## Хлеб и пецива
Хлеб је традиционално кисело тесто печено од ражи и пшенице, а зачињено је сољу, семеном кима, црним луком, белим луком, семенкама или свињским чварцима. Једе се као прилог уз супе и јела. Такође је материјал за чешке крутоне и за топинки — кришке хлеба пржене у тигању са обе стране и натрљане белим луком. Кифлице, лепиње и плетенице су најчешћи облици хлеба који се једу за доручак; они су често преливени маком и сољу или другим семенкама. Лепиња или кифлица печена од хлебног теста назива се даламанек. Слатка ролница или лупак је ролница у облику полумесеца направљена од заслађеног теста које садржи млеко. Пре печења се намаже јајетом и посипа маком, чиме добија златно-браон боју.

## Супе
Супа (полевка или поливка) игра важну улогу у чешкој кухињи. Супе које се обично налазе у чешким ресторанима су говеђа, пилећа или повртна чорба са резанцима — опционо се служе са кнедлама од јетре или мушкатног орашчића; супа од белог лука (чеснечка) са крутонима — по жељи се служи са млевеном кобасицом, сировим јајетом или сиром; и супа од купуса (зелначка) од киселог купуса — понекад се служи са млевеном кобасицом. Киселица је влашка сорта и садржи павлаку, сланину, кромпир, јаја и кобасицу.
Грашак (храчовка), пасуљ и сочиво се обично кувају код куће. Гулаш (гулашовка) и дршткова се праве од говеђег или свињског меса исеченог на ситне комаде и куване са осталим састојцима; месо се може заменити печуркама од острига. Кромпир супа (брамборачка) се прави од кромпира, црног лука, шаргарепе, корена першуна и целера, зачињена кимом, белим луком и мајораном. Рибља чорба (риби полевка) направљена од шарана је традиционално божићно јело.

## Јела од меса
Традиционална чешка јела се праве од животиња, птица или риба које се узгајају у околини.
Свињетина је најчешће месо и чини више од половине укупне потрошње меса.
Популарна су и говедина, телетина и пилетина. Свиње су често извор меса на селу, јер свињетина има релативно кратко време производње у поређењу са говедином.
Јитрнице су месо и изнутрице свињског меса исечене на ситне комаде, пуњене у омотач и затворене штапићима. Месо са врата, бокова, плућа, слезине и џигерице кува се са белим пецивом, бујоном, сољу, зачинима, белим луком и понекад црним луком. Клобаса је производ налик на кобасицу од димљеног меса направљен од млевеног меса. Зачињен је и издржљив. Јелито је производ налик кобасицама од свињског меса који садржи свињску крв и бисерни јечам или комаде пецива. Тлаченка је производ од меса или живине који се састоји од комадића меса у желеу/аспику од везивног ткива куваног у кашу, који се сервира са луком, сирћетом и хлебом. Овар је једноставно јело од прилично масног свињског меса (глава или коленица). Ови комади меса слабијег квалитета се кувају у сланој води. Једу се и свињски чварци и сланина.

## Остала јела
- Поховани сир, сервиран са тартар сосом и салатомПечурке се често користе у чешкој кухињи јер различите врсте расту у шумама. Чеси у просеку годишње уберу до 20.000 тона печурака.[3] Често се налазе вргањи, сунцобран и друге врсте печурака. У продавницама се могу купити шампињони, буковаче, шитаке, уво и сушене шумске печурке. смаженице су плитко пржене печурке са луком и зачинима. Печурка Јаков је јело које се припрема од куваног ољуштеног зрна (јечма), затим процеди, помеша са куваним печуркама, прженим луком, белим луком, масти и црним бибером и пече у рерни. Служи се на Божић. Печурке су често троструко обложене и пржене. Карфиол се може пржити у чешком трослоју.
- Јаја се често користе у чешкој кухињи јер многе породице ван градова узгајају кокошке. Уобичајена је кајгана. Похована јаја (волске око, буквално „волско око“) се често служе уз хлеб или кромпир и спанаћ. Популарна су и кувана јаја. Пуњена јаја се праве од преполовљених, ољуштених, тврдо куваних јаја. Жуманце се пажљиво извади у посебну посуду, помеша са сољу, сенфом и зачинима и пуњено назад. Може се украсити.
- Млечни производи имају своје место и у чешкој кухињи. Едам (еидам) је холандска врста сира, а Нива је чешки плави сир. Уобичајена кафанска храна, накладаны хермелин, или кисели сир, је сир сличан камемберу који одлежава у маслиновом уљу и зачинима. Обично се служи уз хлеб и асортиман свежег поврћа. Павлака се обично користи као део различитих сосова на бази креме.
- Домаћи резанци са млевеним маком називају се нудле с макем; сервирају се са шећером у праху и растопљеним путером. Слично јело су и лепиње од кромпира са маком (брамборове шишки с макем), јер подсећају на шишке четинара.

## Слаткиши
Чешке кафетерије познате су по јакој кафи, слатким пецивима и познатим покровитељима међу којима су били Франц Кафка, Антоњин Дворжак, Вацлав Хавел и Алберт Ајнштајн. Служи се топла или хладна, штрудла (по жељи преливена сладоледом, шлагом или шећером у праху), служи се у скоро свакој кафетерији.
Слаткиши пуњени воћем, маком и кварком су распрострањени и долазе у различитим облицима укључујући колаче, пите, торте, фритуле и кнедле. Традиција прављења пита је сачувана у чешким заједницама које су се населиле на средњем западу Сједињених Држава и Тексасу. Они су напорни за прављење и обично се припремају за посебне прославе, рођења, сахране, а такође имају улогу у чешким свадбеним традицијама где се деле пријатељима и породици уместо позивница за венчање. Најчешћи надеви су мак, кајсије и суве шљиве.
Тесто припремљено за кнедле може да укључује кромпир, а док комбинација воћа, џемова и сирева варира међу домаћинствима, уобичајене су шљиве (швесткове кнедлики), кајсије или јагоде (јаходове кнедлики). Готове кнедле се кувају и често украшавају путером, маком или ренданим сиром и заслађивачем (традиционално суве и крушке у праху, али се у савременим обрадама користи шећер). Такође пуњене воћем или џемом (а понекад и украшене маком) су и чешке палачинке које се зову палачинки. Традиционални чешки бисквит (бубланина), који се најчешће служи за доручак, прави се од кајмака, јаја и шећера и сезонског воћа, посебно целих вишања.

## Галерија
- Хлеб, сенф и кобасица
- Хлеб намазан паштиком
- Салата са парадајзом и паприком
- Кромпир салата и месо
- Жемловка
- Реклама за прашак за пециво
- Пудинг од ваниле украшен шлагом и карамелом